# Семёнов, Александр Сергеевич (советский футболист)
Алекса́ндр Серге́евич Семёнов (1905 — неизвестно) — советский футболист, нападающий.
Выступал за команду КОР / «Казанка» / «Локомотив» Москва в 1926—1936 годах. В чемпионате СССР провёл 4 матча. Обладатель Кубка СССР 1936 года, в котором сыграл шесть матчей и забил один гол. В 1937 году выступал за вторую команду «Локомотива».